# Tamyra Mensah
Tamyra Mariama Mensah-Stock (Katy, 11 ottobre 1992) è una lottatrice statunitense, specializzata nella lotta libera.
Mensah è sotto contratto con la WWE dal 2023.

## Palmarès
- Giochi olimpici

Tokyo 2020: oro nei 68 kg.
- Mondiali

Budapest 2018: bronzo nei 68 kg.
Nur-Sultan 2019: oro nei 68 kg.
- Giochi panamericani

Lima 2019: oro nei 68 kg.
- Campionati panamericani

Buenos Aires 2019: oro nei 68 kg.